# Адлертег, Йонна
Йонна Адлертег (швед. Jonna Adlerteg; род. 6 июня 1995 года Вестерос, Швеция) — шведская гимнастка. В 2010 году завоевала бронзовую медаль на брусьях на летних юношеских Олимпийских играх в Сингапуре. Принимала участие в соревнованиях на Олимпийских играх 2012 года в Лондоне. Адлертег была первой за 50 лет шведской спортсменкой — гимнасткой, которая завоевала медаль в спортивной гимнастике. Она завоевала серебряную медаль на брусьях на чемпионате Европы 2013 года.

## Карьера
В 2010 году Адлертег представляла Швецию на летних юношеских Олимпийские играх. Спортсменка заняла 10 место в многоборье. Была 8-й на бревне и 7-й в вольных упражнениях. На брусьях она завоевала бронзу, уступив золото и серебро Виктории Комовой и Тан Sixin. Всего налетних юношеских Олимпийских играх Швеция завоевала пять медалей.
В 2011 году Адлертег выступала на чемпионате Европы и была самым молодым участником. Она заняла в многоборье 23-е место. На чемпионате мира в Генте в этом же году она заняла 4-е место на брусьях и 6-е место в вольных упражнениях.
В 2012 году принимала участие в летних Олимпийских играх 2012 года. Там она заняла 39-е место в квалификации по многоборью, набрав 52.199 очков.
В 2013 году завоевала серебряную медаль на брусьях на чемпионате Европы, уступив золото Алие Мустафиной. Это была первая медаль Швеции в спортивной гимнастике за последние 50 лет.
В 2015 году на чемпионате Европы по спортивной гимнастике она вышла в финал многоборья, получила травму (разрыв мениска) и была вынуждена сняться с соревнований.